# Mimacraea gelinia
Mimacraea gelinia är en fjärilsart som beskrevs av Charles Oberthür 1893. Mimacraea gelinia ingår i släktet Mimacraea och familjen juvelvingar. Inga underarter finns listade i Catalogue of Life.